# Oud-rooms-katholieke kerk in Noord-Amerika
De Oud-rooms-katholieke kerk in Noord-Amerika (Engels: Old Roman Catholic Church in North America, ORK) of Onafhankelijke Oud-rooms-katholieke kerk is een kerkgenootschap dat voortgekomen is uit de beweging van de oudkatholieke Engelse bisschop Arnold Harris Mathew. Ondanks de aanduiding rooms maakt zij géén deel uit van de Rooms-Katholieke Kerk, maar is een autocefale, onafhankelijke kerk die een eigen jurisdictie heeft. Zij bezit volgens de opvattingen van de orthodoxe en katholieke kerken een geldige apostolische successie en dus eveneens geldige sacramenten.
Er komen allerlei spellingsvarianten van de naam voor, zoals Oud-rooms-katholieke kerk, oud-Rooms-katholieke kerk Oud-Rooms Katholieke Kerk, Oud Rooms-Katholieke Kerk, Oud-Rooms-Katholieke Kerk, Oud Rooms Katholieke Kerk en Oud-Roomskatholieke Kerk.
In 1991 werd in Nederland de eerste Oud-rooms-katholieke kerk gesticht, die in 1992 een aartsbisschop voor de Benelux kreeg. 1994 splitste deze kleine kerk zich in tweeën toen de in dat jaar tot hulpbisschop gewijde A.B.M. van Achthoven de kerk verliet en zich rond hem een nieuwe gemeenschap vormde, die zich om juridische redenen aanduidt met "Onafhankelijk" in de naam.

## Geschiedenis
De Oud-rooms-katholieke kerk is ontstaan in 1908 toen de oudkatholieke aartsbisschop van Utrecht Gerardus Gul de Engelse geestelijke Arnold Harris Mathew tot bisschop wijdde voor de Engelse Old Roman Catholic Church. Mathew was een gesuspendeerde voormalig rooms-katholieke priester die zich in alliantie gesteld had met de bisschoppen van de oudkatholieke Unie van Utrecht. Enkele jaren eerder had een kleine groep ex-rooms-katholieke geestelijken en leken contact opgenomen met de oudkatholieken op het continent, omdat volgens hen grote behoefte zou bestaan aan een oudkatholieke, zich tegen de pauselijke onfeilbaarheid, primaatschap en de roomse centralisatie richtende, beweging in Engeland. Mathew werd naar voren geschoven als elect-bisschop, wat hij weigerde. Met name de priester O'Halloran drong enorm aan, zodat Mathew toch de keuze aanvaardde.
Na aankomst in Nederland kon hij echter teleurgesteld terugkeren; de wijding ging niet door, omdat bleek dat Mathew reeds getrouwd was, nadat hij als celibatair priester uit de Kerk van Rome uitgestoten was. Na beraad besloten de Nederlandse bisschoppen hem toch maar te wijden, omdat het in de toekomst niet uitgesloten zou zijn dat er meer getrouwde bisschoppen zouden komen.
Terug in Engeland kwam Mathew erachter dat hij slachtoffer was geworden van oplichting. O'Halloran eiste namelijk direct van hem de bisschopswijding. Mathew trok zich aanvankelijk uit de beweging terug. De bisschoppen op het vasteland echter steunden hem door te gaan, en schreven daartoe een ingezonden brief naar de krant "The Guardian" in juni 1910.
Door bisschop Mathew werden in de decennia hierna meerdere bisschoppen gewijd en over de gehele, maar vooral de Engelstalige, wereld verspreid. Een van de lijnen van successie afkomstig van Mathew, via Willoughby, was Wedgwood, die de Vrij-Katholieke Kerk (Liberal Catholic Church) heeft gesticht. In de Verenigde Staten heeft de Old Roman Catholic Church een aanzienlijk aantal gelovigen.

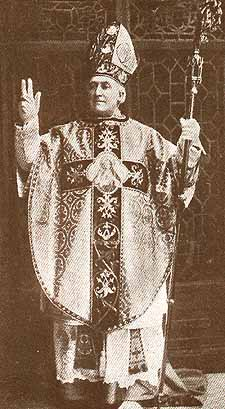
Mgr. Arnold Harris Mathew, stichter van de Onafhankelijke Oud-rooms-katholieke kerk in Engeland.

Aanvankelijk maakte de ORK van Engeland deel uit van de oudkatholieke Unie van Utrecht, maar stapte hier zeer snel weer uit in 1910, omdat zij de beslissingen van de continentale (met name de Nederlandse) oudkatholieke kerken niet mee wilde en kon dragen. Vooral de liturgische vernieuwingen en disciplinaire wijzigingen bij de Nederlandse oudkatholieken gaven aanleiding tot deze breuk. Zo waren volgens Mathew te veel Nederlandse oudkatholieke priesters tegen de biecht. Ook klaagde hij over een afwijzing van de heiligenverering en religieuze afbeeldingen door sommige oudkatholieken. Daarnaast wilde Mathew geen al te harde koers tegen de Romeinse paus aannemen. Mathew verklaarde zich in 1910 onmiddellijk autonoom van de oudkatholieke Unie. Volgens de continentale bisschoppen had Mathew zich nog nooit eerder op deze punten geuit; de liturgie, waar hij tegen zou zijn, was zelfs in Engeland ingevoerd na de Nederlandse uitgave. Omdat hij zonder toestemming van de bisschoppen van de Unie wijdingen verrichtte, zijn de banden sinds 1913 met hem helemaal verbroken. Toch is de Engelse oudkatholieke beweging tot op de dag van vandaag in Nederland blijven bestaan, zij noemen zich de Oud-Episcopaal Katholieke Kerk.
In de jaren hierna trachtte de ORK van Engeland steeds banden aan te knopen met het Vaticaan. De ORK verzocht eveneens om opname in de Rooms-Katholieke Kerk als een zogenaamde met de Paus van Rome geünieerde kerk met de status van zelfstandigheid en een eigen jurisdictiegebied. Rome heeft dit verzoek niet ingewilligd, aangezien de ORK een recent genootschap van gelovigen die tot het gebied van de Latijnse ritus behoorden was, en geen oude plaatselijke kerk zoals de geünieerde oosters-katholieke kerken. Rome zou slechts een bekering willen aanvaarden en de geestelijken van de ORK tot de lekenstand willen terugbrengen. Evenwel bevestigde het Vaticaan in 1982 nogmaals de geldigheid van de apostolische successie van de toenmalige ORK-bisschoppen, wier wijdingslinies zelfs op enkele bisschoppen van Rome waren te herleiden.
Vanaf de jaren zestig is de kerk ook in Nederland actief. Vanuit de verschillende apostolische successielijnen is er vanaf die tijd wel een bisschop in Nederland actief met één of meerdere (huis)kapellen. Ook in Engeland ontstonden er meerdere jurisdicties na het overlijden van bisschop Bernard Mary Williams, de laatste door Mathew gewijde bisschop, die in 1952 stierf zonder opvolger te wijden.
De ORK bestaat in verschillende nationale structuren in onder meer België, Nederland, VS, Canada, Frankrijk en Duitsland.
Vooral omdat de ORK eigen jurisdictie opeist en niet aan de paus ondergeschikt is en daarnaast niet de gehele rooms-katholieke moraal volgt, wordt de ORK door Rome en de Rooms-Katholieke Kerk gezien als een afgescheiden, schismatiek kerkgenootschap, hoewel de onderlinge banden al lang steeds sterker worden.

## Opvattingen
De Oud-rooms-katholieke kerk (ORKK) is zowel een conservatief als een progressief genootschap. Het kerkgenootschap houdt in principe vast aan een variant van de Tridentijnse liturgie, die tot vlak na Vaticanum II de eeuwenoude verplichte liturgie in de Rooms-Katholieke Kerk is geweest. Ze hanteert hierbij het Romeins Missaal 1962 (Tridentijns). De ORKK viert deze Tridentijnse Mis echter niet uitsluitend in het Latijn, zoals officieel moet volgens de Tridentijnse voorschriften, maar ook geregeld in het Nederlands (of een andere volkstaal), aangezien de moderne mens niet meer in staat is een Latijnse Mis te volgen, zoals hun grootouders dat nog wèl konden. Hierbij wordt uitsluitend gebruik gemaakt van de door de Aartsbisschop Mgr. Dr. Antonius Bertinus Maria van Achthoven geautoriseerde vertaling, waarin - overeenstemmend met het Motu Proprio van paus Pius V, elke andere vertaling of gebruik niet is toegestaan.Het gebruik van de volkstaal is er dus allerminst verboden. In de voorkeur voor de Tridentijnse ritus voor de viering van de eucharistie leunt de ORKK dicht aan tegen de stroming van het Traditionalisme in de Rooms-Katholieke Kerk, ofschoon de ORKK wel uitzonderingen toestaat en eigentijdse zang in bepaalde gevallen toestaat, gebaseerd op het gestelde in het rondschrijven 'de Musicae Sacra Disciplina' van paus Pius XII (1956). Aldus blijft de ORKK erbij, dat zij niet, zoals de Rooms-Katholieke Kerk sinds het Tweede Vaticaans Concilie doet, de liturgie zal veranderen noch rockliederen of nieuwe gedichten zal toestaan als liturgische teksten. Zij speelt daarbij in op het verlangen onder oudere rooms-katholieken naar de religieuze sfeer van hun jeugd. Haar leer en liturgie is theocentrisch, niet homocentrisch, gebaseerd op de H. Schrift en de Traditie. De ORKK legt er de nadruk op, dat de oude Latijnse liturgie in de ORKK nog een plaats heeft.
Toch is de ORKK niet traditionalistisch als het op de inhoud aankomt, maar gematigd modern. De ORK is progressiever in haar opvattingen over moraal en geschiedenis. Zij gelijkt in dit opzicht op de Oudkatholieke Kerk, die ook een sterke invloed van het kerkelijke modernisme kent. De ORK accepteert bijvoorbeeld homoseksualiteit, kent eveneens gehuwde priesters en bisschoppen die geen celibaat moeten naleven. De ORKK wil hiermee naar eigen zeggen op een eigentijdse wijze in de maatschappij staan en door oude rituelen invulling geven aan de spirituele leegte, maar aan de andere kant niet de aloude moraal van de Rooms-Katholieke Kerk en andere christelijke kerken opleggen, met name inzake homoseksualiteit en het priestercelibaat. Echtscheiding en hertrouwen wordt onder strikte voorwaarden toegestaan. De moderne opvattingen van de ORKK hieromtrent liggen in lijn van de recente vernieuwingen in de Anglicaanse Kerk en de Oudkatholieke Moederkerk van de ORK. Op theologisch vlak wil men bijvoorbeeld ook in zaken rond leven en dood geen strenge leer opleggen. De leer is - volgens de ORKK - geen statisch uitgangspunt voor kerkelijk leven, maar verandert met de tijd mee. De kerk baseert zich op levende Traditie.
De Nederlandse ORKK aanvaardt het Primaatschap van de Paus van Rome slechts in bepaalde zin, namelijk enkel in het geval van definitie van een dogma; verder onttrekt de ORK zich geheel aan het leergezag van het Vaticaan. Het zg. dagelijks leergezag wordt onder welwillende beschouwing voor kennisgeving aangenomen. De overige ORK-kerken (buiten de Nederlandse ORKK) geloven eveneens niet in de dogmadefinitie en houden de oudkatholieke opvatting – die het rooms primaatschap afwijst – aan. De Heilige Stoel heeft geen invloed op de ORKK. De Amerikaanse ORK neemt sinds 1922 in het algemeen een meer anti-Romeinse houding aan dan de Europese ORK-kerken. Toch hoopt de ORK een brug te kunnen vormen tussen de moderne samenleving, andere kerkgenootschappen en het Vaticaan.
De ORK is democratisch georganiseerd: haar bisschoppen komen samen en nemen in een synode besluiten over het bestuur van de kerk. Een centrale primaat of een boven de overige bisschoppen staand college of orgaan bestaat niet.
In hoeverre de ORK de Oecumene meedraagt is onbekend; ze gaat allereerst uit van herbronning van eigen identiteit, hoewel de overeenkomsten met de oudkatholieken, rooms-katholieken en autocefale kerken overduidelijk zijn. Men haalt echter soms wel protestantse dominees aan in publicaties, wanneer uitkomsten van theologisch onderzoek kunnen stroken met de eigen opvattingen van de kerk.

## ORK in de Benelux
In 1991 kwam op instigatie van enkele Nederlanders een Nederlandse afdeling van de Old Roman Catholic Church tot stand: de Oud-rooms-katholieke kerk. Aartsbisschop Thatcher wijdde in 1992 de Nederlander Theodorus Anthonius van Beek tot bisschop en stelde hem aan als aartsbisschop van de ORK over de gehele Benelux. De kerk had slechts enkele leden / sympathisanten.
In 1994 werd de Nederlandse afdeling een zelfstandig kerkgenootschap, onafhankelijk van de Engelse Old Roman Catholic Moederkerk. De Nederlandse geestelijkheid was door de Engelse moederkerk geëxcommuniceerd door het in opspraak raken van Van Beek in de landelijke pers. In 1994 wijdde Van Beek Dr. Antonius Bertinus Maria van Achthoven tot ORK-bisschop. Van Achthoven begon nog in hetzelfde jaar een eigen kerkgenootschap, de Onafhankelijke Oud-rooms-katholieke kerk. Van Beek overleed in 1999 en werd opgevolgd door de Roland E.O. van den Bussche als aartsbisschop van de Benelux van de Oud-rooms-katholieke kerk. De Oud-rooms-katholieke kerk in de lijn van Van Beek had in 2008 gemeenten in Stadskanaal en Dendermonde.
De Onafhankelijke Oud-rooms-katholieke kerk van Van Achthoven heeft in Nederland onder andere kerken in Arnhem en Hengelo met in 2005 ongeveer 500 parochianen. In België bestaan er kerkgemeenschappen in Gent en in Bentille, een deelgemeente van Sint-Laureins in de provincie Oost-Vlaanderen. Ook in Luxemburg bevindt zich een kerkgemeenschap van de ORK. De ORK wordt geleid door bisschop Dr. Antonius Bertinus Maria van Achthoven. Van Achthovens wapenspreuk is: In caritate veritas. Het magazine van de ORK heet Katholiek Contact.

## ORK wereldwijd
Er bestaan wereldwijd oud-rooms-katholieke kerken, elk met een eigen bisschoppencollege en jurisdictiegebied.